# Жиньяк (Ло)
Жиньяк (фр. Gignac) — муниципалитет во Франции в регионе Юг-Пиренеи, департамент Ло.
Площадь департамента — 40,66 км², население — 609 человек (2006) с тенденцией к росту: 645 человек (2012), плотность населения — 16,0 чел/км².

## Население
Население коммуны на 2012 год составляло 645 человек.
| 1962 | 1968 | 1975 | 1982 | 1990 | 1999 | 2006 |
| ---- | ---- | ---- | ---- | ---- | ---- | ---- |
| 633  | 566  | 527  | 522  | 517  | 562  | 609  |

Возрастно-половая пирамида населения муниципалитета Жиньяк, 2006:
| Распределение населения по полу и возрасту: | Распределение населения по полу и возрасту: | Распределение населения по полу и возрасту: |
| ------------------------------------------- | ------------------------------------------- | ------------------------------------------- |
| Мужчины                                     | Возраст                                     | Женщины                                     |
| 16                                          | 85 и старше                                 | 16                                          |
| 0                                           | 80—84                                       | 12                                          |
| 23                                          | 75—79                                       | 8                                           |
| 20                                          | 70—74                                       | 23                                          |
| 16                                          | 65—69                                       | 4                                           |
| 12                                          | 60—64                                       | 23                                          |
| 8                                           | 55—59                                       | 20                                          |
| 27                                          | 50—54                                       | 27                                          |
| 20                                          | 45—49                                       | 23                                          |
| 12                                          | 40—44                                       | 8                                           |
| 16                                          | 35—39                                       | 12                                          |
| 27                                          | 30—34                                       | 12                                          |
| 20                                          | 25—29                                       | 35                                          |
| 20                                          | 20—24                                       | 16                                          |
| 20                                          | 15—19                                       | 23                                          |
| 12                                          | 10—14                                       | 0                                           |
| 20                                          | 5—9                                         | 16                                          |
| 20                                          | 0—4                                         | 16                                          |

## Экономика
В 2010 году из 388 человек трудоспособного возраста (от 15 до 64 лет) 304 были активными, 84 — неактивными (показатель активности 78,4 %, в 1999 году — 74,7 %). Из 304 активных трудоспособных жителей работали 277 человек (150 мужчин и 127 женщин), 27 числились безработными (9 мужчин и 18 женщин). Среди 84 трудоспособных неактивных граждан 29 были учениками либо студентами, 38 — пенсионерами, а ещё 17 — были неактивны в силу других причин.
На протяжении 2010 года в муниципалитете числилось 294 облагаемых налогом домохозяйств, в которых проживало 675 человек. При этом медиана доходов составила 17 тысяч 714,5 евро на одного налогоплательщика.

## Достопримечательности (фотогалерея)
- Посёлок Жиньяк
- Церковь-крепость Сен-Мартен
- Церковь Сен-Бонне
- Свод церкви Сен-Бонне
- Церковь Св. Анны
- Колокольня (1714), вид с вершины башни Донжон
- Особняк (XVI — XVII век)
- Старая Ратуша-Школа (1906—1907)
- Ветряная мельница (XIX век)
- Фонтан в посёлке фр. Genestes
- Хижина сухой кладки
- Пещера фр. Sireyjol
- Камень Трёх Епископов
- Вал Трёх Регионов (2006)